# Projekt rewaloryzacji i porządkowania nazewnictwa ulic i placów Bielska-Białej
Projekt rewaloryzacji i porządkowania nazewnictwa ulic i placów Bielska-Białej – opracowany w 1981 roku długoterminowy plan gruntownej rewizji nazewnictwa stosowanego w okresie powojennym przez Miejską Radę Narodową w Bielsku-Białej.

## Geneza

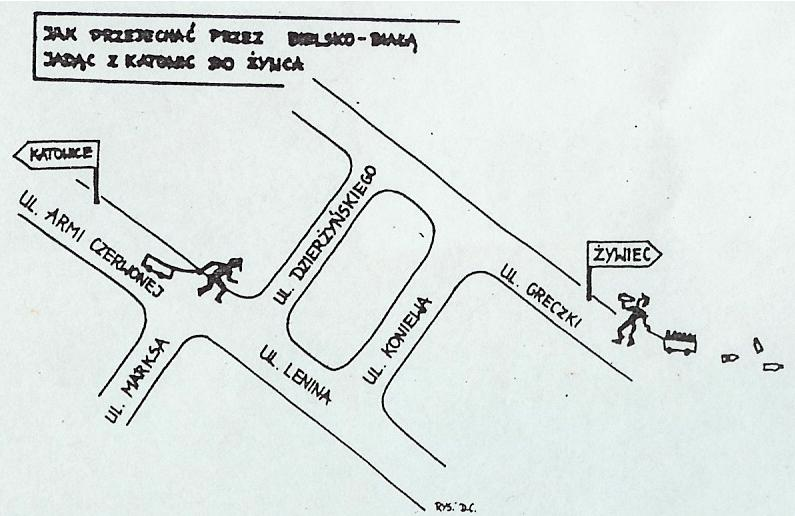
Rysunek satyryczny ośmieszający nazwy głównych ulic Bielska-Białej (listopad 1989)

Po wkroczeniu Armii Czerwonej do Bielska i Białej w lutym 1945 roku, tymczasowe władze miasta utworzone przez lokalne siły komunistyczne przywróciły przedwojenne nazwy ulic i placów dwumiasta, zmazane w czasie okupacji hitlerowskiej. W następnych latach władza ludowa rozpoczęła jednak politykę manipulacji nazewnictwem miejskim, służącej zatarciu świadomości historycznej i kulturowej mieszkańców obu miast.
Znaczące zmiany nazewnictwa ulic Bielska i Białej wprowadzono w 1946 roku i kontynuowano już po połączeniu obu miast w latach 1951–1952 (wyniknął wtedy również problem wyeliminowania podwójnych nazw). Zlikwidowano ważne dla polskiej historii i tradycji nazwy (3 Maja, 11 Listopada, Jagiellońska, Józefa Piłsudskiego), wprowadzając na ich miejsce nazwiska internacjonalnych, krajowych, jak i lokalnych działaczy komunistycznych (m.in. Włodzimierza Lenina, Józefa Stalina, Karola Marksa, Feliksa Dzierżyńskiego, Georgi Dymitrowa). Uhonorowano także Armię Czerwoną i marszałka Iwana Koniewa. Jedyne w Polsce ulice przypisano Klimentowi Woroszyłowowi i potępionemu przez naukowców radzieckich agrobiologowi Trofimowi Łysence. Jednocześnie zatarciu uległy sylwetki ludzi walczących o polskość Śląska Cieszyńskiego (Józef Londzin, Tadeusz Reger), wszelkie nazwy odnoszące się do kultu religijnego, czy nazwiska polskich socjalistów, nie kierujących się ideami marksistowskimi (Bolesław Limanowski, Romuald Mielczarski).
Kolejna fala nieprzemyślanych decyzji nazewniczych przeszła przez Bielsko-Białą w latach 70., przy okazji włączenia do miasta miejscowości podmiejskich i budowy wielkopłytowych osiedli mieszkaniowych.
Decyzje nazewnicze, często niepraktyczne, a niektóre wręcz obrażające uczucia patriotyczne bielszczan, rodziły oburzenie mieszkańców, jak i przyjezdnych. Opinie społeczeństwa dotyczące przywrócenia w nazwach ulic tradycji miejscowych i niefałszowanej historii Polski przemilczano. Dopiero powstanie znaczącej siły społecznego ruchu oporu, jaką był NSZZ „Solidarność”, dało nadzieję na zmiany w tej dziedzinie.

## Opracowanie i założenia projektu zmian nazewnictwa ulic i placów Bielska-Białej
Władze miejskie pod presją społeczną zgodziły się na rozważenie wielokrotnie wysuwanych wniosków i postulatów lokalnej społeczności. We wrześniu 1981 roku powołano Miejski Zespół ds. Nazewnictwa Ulic i Placów Bielska-Białej, którego przewodnictwo powierzono prezesowi Towarzystwa Miłośników Ziemi Bielsko-Bialskiej – Erwinowi Pawłowi Brożkowi. Opracowana została krytyczna charakterystyka stanu nazewnictwa miejskiego, ujawniająca wiele braków i formułująca racjonalne, historyczne i tradycyjne przesłanki społecznie uzasadnionej polityki nazewniczej; uwzględniono także liczne opinie i propozycje mieszkańców miasta, stowarzyszeń i rad parafialnych.
Na jej podstawie zaproponowanie przyjęcie Projektu rewaloryzacji i porządkowania nazewnictwa ulic i placów Bielska-Białej obejmującego 146 pozycji. Projekt opiniowali dobrze znający miasto i zagadnienie nazewnictwa miejskiego eksperci: Stefan Czerniecki (krajoznawca), Adam Hajduk (kierownik literacki SFR), Ignacy Kania (geograf), Jerzy Polak (historyk) i Karol Stawowy (były przewodniczący Miejskiej Komisji Planowania Gospodarczego).

### Założenia projektu
- uporządkowanie doboru nazw oraz ich rozmieszczenia celem ułatwienia informacji adresowej, orientacji w mieście, przejazdów docelowych oraz pracy służb komunalnych i publicznych
- przywrócenie i nadanie nowych nazw historycznych upamiętniających wydarzenia i postacie polskiej historii: Jagiellonów, Konstytucję 3 maja, 11 Listopada, Ignacego Paderewskiego, Gabriela Narutowicza, Władysława Sikorskiego, Stefana Grota-Roweckiego, Armię Krajową, Bataliony Chłopskie, Wincentego Witosa czy Macieja Rataja
- nadanie ulicom i placom przy kościołach, klasztorach i obiektach zabytkowych dawnych i nowych nazw pokrewnych: św. Mikołaja, Trójcy Świętej, św. Maksymiliana Kolbego, kard. Stefana Wyszyńskiego, plac Reformacji, Klasztorna
- oznaczenie ulic i placów w śródmieściu nazwami dawnymi uzupełnionymi nowymi: Rynek Bielski, Wzgórze Zamkowe, Wąska, Mury Staromiejskie, Cechowa, Nad Niwką, Starolipnicka, Jana Kazimierza
- upamiętnienie stowarzyszeń i działaczy zasłużonych dla polskiej kultury i oświaty na okolicznych ziemiach: Macierzy Szkolnej, Towarzystwa Szkoły Ludowej, ks. Józefa Londzina, ks. Stanisława Stojałowskiego, ks. Mateusza Opolskiego, Tadeusza Regera, Henryka Boryczki
- upamiętnienie polskich twórców kultury i nauki: kompozytorów - K. Szymanowskiego, Ludomira Różyckiego, Michała Kleofasa Ogińskiego; pisarzy - Zofii Kossak-Szczuckiej, Ignacego Kraszewskiego, Leopolda Staffa, Gustawa Morcinka; znanych uczonych - Jana Heweliusza, braci Śniadeckich; aktorki Heleny Modrzejewskiej
- nadanie nazw zawodowych i zakładowych eksponujących istotne w mieście grupy zawodowe ulicom usytuowanym w pobliżu zakładów danej branży, lub na osiedlach, w których mieszkają w większości pracownicy: ul. Włókniarzy (w miejsce ul. Nad Brzegiem, obecnie Stanisława Maczka i ks. Jana Kusia), Transportowców (Czechowicka), Motoryzacji (ul. Węglowa sąsiadująca z FSM), Garbarska, Dziewiarska itp.
- etapowa likwidacja nazw obcych oraz wadliwie zlokalizowanych, bliskoznacznych i nazw nieakceptowanych przez mieszkańców oraz wzbogacenie nazewnictwa miejskiego nazwami zakorzenionymi w tradycjach kulturowych i nazewniczych regionu

W projekcie skrytykowano także brak nazw kierunkowych na ulicach wylotowych (w 1981 roku spośród głównych dróg wyjazdowych istniała jedynie nazwa ul. Cieszyńskiej i Bystrzańskiej), niewłaściwe zlokalizowanie nazw ulic: Andrychowskiej, Goleszowskiej, Suskiej itp. na osiedlu Beskidzkim (w innym geograficznie kierunku od położenia tych miejscowości), brak łączenia nazw ulic osiedlowych z mianem samego osiedla (np. na os. Kopernika nie znajduje się żadna nazwa związana z astronomią czy fizyką), wyznaczenie na os. Karpackim nazw związanych jedynie z Tatrami, a nie z całym łańcuchem Karpat, nieuwzględnianie nazw zwyczajowych. Za błędną uznano koncepcję oznaczania jedną nazwą długich, kilkukilometrowych ulic (np. Wyzwolenia, Cieszyńska, Jana III Sobieskiego); skorygowane miało być rozmieszczenie nazw ważnych wydarzeń i postaci historycznych (ul. Tadeusza Kościuszki, Mikołaja Kopernika, Bohaterów Monte Cassino) czy brak nazw oddających wielowiekowy charakter miasta i jego historycznych włodarzy (Sułkowscy herbu Sulima, Sunneghowie, piastowie cieszyńscy), przypadkowe rozmieszczenie mian odnoszących się do stylów architektonicznych (ul. Barokowa, Gotycka, Romańska). Ponadto krytyce poddano chaotyczne nazewnictwo ulic na terenach przyłączonych do miasta w latach 1969–1977.
Szczególną uwagę zwrócono jednak na nazwy bliskoznaczne i zbliżone ortograficznie, powodujące pomyłki adresowe i informacyjne (przykłady: Olszowa - Olszynowa - Olszówka, Kwiatowa - Kwietna, Karowa - Karbowa, Sokola - Sokolska, Jedności - Jedności Robotniczej, Sikorek - Sikornik). Za sprawę ważną dla aspektu psychologicznego uznano wyeliminowanie nazw typu: Tylna, Mylna, Głucha, Nieważna, Niecała, Smutna, Sieroca.
W podsumowaniu wyraźnie zaznaczono, że nazewnictwo miejskiej sieci dróg powinno mieć charakter niezmienny przez wiele lat i zwrócono uwagę na zobiektywizowany wybór, szczególnie nazw osobowych. Autorzy projektu stwierdzili, że dla obiektywnej oceny zasług i biografii danych osób, znaczenia organizacji i wydarzeń historycznych potrzebny jest dystans czasowy, a niezweryfikowane przez historię daty, postacie, organizację czy wydarzenia, pochopnie narzucane, muszą być eliminowane.

### Dyskusja społeczna i odrzucenie przez władze miejskie
Założenia Projektu rewaloryzacji i porządkowania nazewnictwa ulic i placów Bielska-Białej, przyjęte przez Miejski Zespół Planowania w grudniu 1981 roku, zostały - mimo trwającego stanu wojennego - złożone na ręce prezydenta miasta i Prezydium MRN. Projekt poddany konsultacji społecznej uzyskał przychylne opinie wśród społeczeństwa bielskiego, a także w gronie Komisji Kultury MRN. Jednocześnie na zebraniach partyjnych propozycje te zostały napiętnowane jako „antyradzieckie” i „antyrobotnicze”. Ostatecznie Miejska Rada Narodowa nie przyjęła projektu pod obrady, a Miejski Zespół Nazewnictwa rozwiązano w maju 1983 roku. Prace w dziedzinie nazewnictwa ulic i placów miasta odłożono na kilka lat.

## Realizacja projektu w czasie przemian politycznych 1989 roku

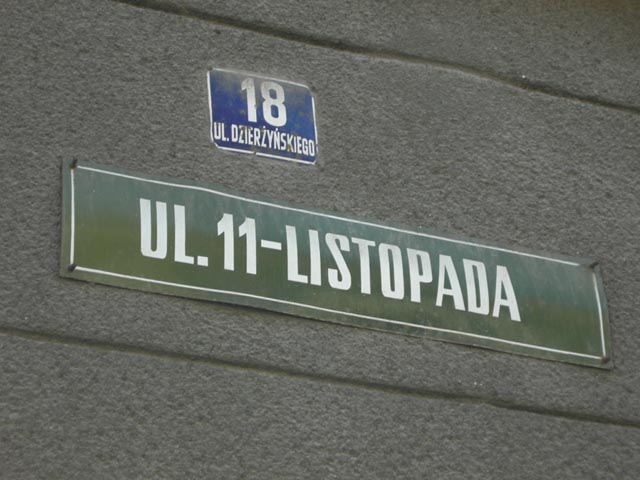
W marcu 1990 ulica Dzierżyńskiego powróciła do przedwojennej nazwy 11 Listopada

Dopiero zachodzące w kraju zmiany polityczne i społeczne oraz powszechna krytyka stosowanego dotychczas nazewnictwa miejskiego, także na spotkaniach przed wyborami do rad narodowych (czerwiec 1988) spowodowały na jesieni 1988 roku uchwalenie przez MRN czterech zmian nazw ulic - ulicę Woroszyłowa przemianowano na Sikorskiego, Łysenki na Magnolii, usunięto także nietypową nazwę ul. Niecałej, którą przemianowano na Drukarzy; z kolei ulicę Drukarską przemianowano na Działkowców. Zmiany te weszły w życie 1 stycznia 1989 roku.
Z początkiem 1989 roku powołano Zespół Roboczy Nazewnictwa Ulic, Placów i Osiedli, którego podstawę działania stanowiły założenia Projektu rewaloryzacji i porządkowania nazewnictwa ulic i placów Bielska-Białej, zaktualizowane do nowych możliwości wynikających w toku przemian politycznych i rozpadu komunistycznego ładu w kraju. Prezydium MRN wciąż jednak blokowało możliwość debaty w tej kwestii na sesjach rady. Dopiero 5 października 1989 roku koncepcja zmian nazewnictwa miejskich ulic, placów i osiedli, została przedstawiona na posiedzeniu. Zespół Roboczy Nazewnictwa Ulic, Placów i Osiedli wnioskował o systematyczne wprowadzenie zmian nazw 42 ulic i placów. Na kolejnej sesji, 23 listopada 1989, uchwalono przyjęcie pierwszych z planowanych zmian w czterech etapach. 1 marca 1990 zmieniono m.in. nazwy ulic: Dzierżyńskiego (odtąd 11 Listopada i Krakowska, co z kolei wymusiło przemianowanie dotychczasowej Krakowskiej na Orawską), Dymitrowa (Piłsudskiego) oraz Bohaterów Stalingradu (Ratuszowa i pl. Ratuszowy); 3 maja przywrócono ul. Lenina nazwę upamiętniającą konstytucję z 1791 roku; 1 lipca zostały zmienione m.in. nazwy: Koniewa (odcinek od pl. Smolki do ul. Broniewskiego przemianowano na ul. ks. Stojałowskiego, a odcinek od ul. Broniewskiego do ul. Żywieckiej na Pl. Opatrzności Bożej), Armii Czerwonej (Warszawska) i Greczki (Żywiecka).
Ponadto w 1990 roku przemianowane zostały: ulica i plac ks. Ściegiennego na Pl. Marcina Lutra, ul. Miczurina na ul. Mieszka I, ul. Napierskiego na ul. Strzelców Podhalańskich, ul. Zachodnia na ul. Bohaterów Monte Cassino, ul. Czapajewa na ul. Zofii Kossak-Szczuckiej, plac i ulica Bohaterów Armii Radzieckiej na pl. Świętego Mikołaja, ul. Ormowców na ul. Piastów Cieszyńskich, plac ZWM na Rynek. 4 października 1990 r. (z mocą od 1 stycznia 1991) ulicę Ondraszka przemianowano na Złotych Kłosów. Dokonano również zmiany przebiegu ul. Sarni Stok, która stała się główną ulicą osiedla, natomiast jej dotychczasowy przebieg nazwano ul. Okrężną.
Radykalniejsze zmiany nastąpiły dopiero po wyborach samorządowych w maju 1990 roku. Wybrana w nich Rada Miejska podjęła się procesu porządkowania nazewnictwa ulic Bielska-Białej z rozłożeniem go na kilka lat (największa liczba - ponad 30 ulic została zmieniona w 1991 roku), wobec czego trwał on w zasadniczej części aż do 1993 roku. Mimo to na współczesnych planach miasta można znaleźć jeszcze m.in. boczne ulice Franciszka Kamińskiego i Kazimierza Sumpera, lokalnych działaczy PPR z okresu okupacji hitlerowskiej.
Ostatecznie nie zrealizowano wszystkich założeń projektu rewaloryzacji nazewnictwa. Do dziś pozostały chaotycznie rozlokowane nazwy ulic na przedmieściach i osiedlach mieszkaniowych, nie wykorzystano propozycji „ubranżowienia” nazw ulic przyzakładowych, czy zmian nazw uważanych przez autorów projektu z lat 80. za kontrowersyjne, takich jak Głucha, Smutna czy Piekiełko. Mimo wielu trudności, opracowanie (w trudnych czasach stanu wojennego i zdecydowanego oporu instancji partyjnej) i stopniowa, choć niezupełna realizacja projektu niezwykle ważnego dla miasta jest osiągnięciem godnym uwagi.